# 黎明不要來
《黎明不要來》，1987年香港電影《倩女幽魂》的插曲，屬慢板抒情，由黃霑作曲並填詞、戴樂民編曲、葉蒨文主唱。
粵語版最先收錄於1987年的《葉蒨文Remix EP》，翌年再收錄於《祝福》，並拍攝音樂錄影帶；用字略有差別的國語版則首見於黃霑1990年的專輯《笑傲江湖 百無禁忌黃霑作品集》，由娃娃主唱。而葉蒨文也於1991年推出的國語專輯《瀟灑走一回》收錄此歌的國語版。
第7屆香港電影金像獎頒獎禮中，與電影同名主題曲和插曲《道》皆獲提名最佳電影歌曲，此曲最終脫穎而出。

## 創作背景
黃霑憶述，《黎》原是他為1984年電影《先生貴姓》寫的插曲，描述應召女郎女主角與男主角纏綿時的心情：她本來因為抗拒接客而討厭夜晚，現在卻唯恐夜太短，祈昐黎明不要來。歌曲沒被採用，1987年黃霑任《倩女幽魂》音樂監督時覺得適合用在聶小倩和甯采臣的情愛場景裡，就略改了幾個字，找跟他合作過幾次電影歌曲的葉蒨文灌唱；插曲最後以交叉時空音樂的蒙太奇電影手法呈現。
黃霑亦曾表示「不許紅日教人分開」一句隱喻時事，紅日暗指中共，因為當時正值中英談判，許多香港人對前途缺乏信心而移民外國，當中包括他的朋友。

## 歌詞特色及評價
歌詞描繪了一場浪漫短暫的人鬼戀，有論者稱之為「小倩之歌」。
詞評人朱耀偉認為詞人巧以「黎明」設喻，情景交融，使淒迷的境界盡出。樂評人余少華評其用詞質樸，近乎白描，詞人以如出自三歲小孩的傻話表現主人翁的癡情；又認為歌詞切合粵語的語言節奏，如「黎明請你不要來」一句的一字多腔、拉長、附點節奏，皆使用得宜；如「請你喚」吸收了粵曲的「襯字法」，則「加強了懇求的語氣」。

## 樂曲特色及評價
屬A小調，無轉調，AB曲式結構，4/4拍子，BPM56，音域跨越10度。
黃霑曾表示「不許紅日」處用了「降e」這個藍調音符，富新鮮感，自稱得到行家讚賞。有論者認為這個不和諧的音程道出曲中人對「黎明」的抗拒和無奈。後來黃霑為電影《倩女幽魂II：人間道》的愛情場景寫了插曲《抓一個溫馨晚上》，前奏開始的音調是他所得意的「不許紅日」。
樂評人黃志華指旋律注重4和7這兩個音符（見簡譜），又有藍調音符，屬西洋風格；不過用上中國樂器，用於中國古裝場景，才聽著像中國風。又指觀眾不習慣華語古裝電影的情愛情場景使用中樂，而非西洋音調，這種西裡融中的折衷方法較能使他們接受。
余少華指編曲者以豎琴（一指古箏）和電子合成器的迴音營造虛幻的氣氛，二胡的獨奏過門亦渲染出詭秘浪漫的情調。

## 其他版本
| 年份 | 歌手                 | 來源                        |
| ---- | -------------------- | --------------------------- |
| 1989 | 徐小鳳               | 金光燦爛徐小鳳演唱會89      |
| 1990 | 娃娃（國語版）       | 笑傲江湖 百無禁忌黃霑作品集 |
| 1990 | 黃霑口琴演繹版       | 笑傲江湖 百無禁忌黃霑作品集 |
| 1991 | 葉蒨文（國語版）     | 瀟灑走一回                  |
| 1998 | 羅文                 | 情繫佛羅內斯                |
| 1999 | 陳慧嫻               | 夕德煇黃拉闊創作人音樂會    |
| 2000 | 陳潔靈               | 香港煇黃2000演唱會          |
| 2011 | 周華健               | 快樂天堂滾石30演唱會        |
| 2012 | 林亨柱（粵、韓語版） | Eastern Shadow              |
| 2015 | 呂珊                 | 瞻霑自喜                    |

## 軼事
由於香港藝人黎明其後走紅的關係，歌名變成了娛樂圈一個很流行的哏。

## 註腳
1. ↑  戴樂民說黃霑只寫了單線旋律，然後找他編配和弦[1]。